# Stockholm Open 2015
Stockholm Open 2015 var den 47:e upplagan av Stockholm Open, en tennisturnering i Stockholm, Sverige. Turneringen var en del av 250 Series på ATP-touren 2015 och spelades inomhus på hard court i Kungliga tennishallen mellan den 20–25 oktober 2015.
Tomáš Berdych vann sin tredje singeltitel vid Stockholm Open efter att ha besegrat Jack Sock i finalen. Nicholas Monroe och Jack Sock vann dubbeltiteln efter att ha besegrat Mate Pavić och Michael Venus i finalen.

## Mästare

### Singel
- Tomáš Berdych besegrade  Jack Sock, 7–6(7–1), 6–2

### Dubbel
- Nicholas Monroe /  Jack Sock besegrade  Mate Pavić /  Michael Venus 7–5, 6–2